# 2019 en Chine
Cet article présente les faits marquants de l'année 2019 en Chine.

## Évènements
- 3 janvier : premier alunissage sur la face cachée de la Lune par la sonde chinoise Chang'e 4.
- 21 mars : une explosion dans une usine chimique tue 78 personnes et en blesse des centaines à Yancheng[1].
- Manifestations à Hong Kong contre la loi d'extradition.
- 30 septembre : le Conseil de l'Europe décerne le prix Václav-Havel à l'économiste et intellectuel ouïghour Ilham Tohti et à l'Initiative des jeunes pour les droits de l'homme.
- 1er octobre : la Chine célèbre sa 70e année de la proclamation de la république populaire de Chine, avec des défilés dans tout le pays, y compris un grand défilé militaire dans la capitale Pékin.
- 24 novembre : élections locales à Hong Kong.
- 17 novembre: apparition de la Covid-19.